# Club Voleibol Jóvenes Aficionados al Voleibol Olímpico 2014-2015
Questa voce raccoglie le informazioni riguardanti il Club Voleibol Jóvenes Aficionados al Voleibol Olímpico nelle competizioni ufficiali della stagione 2014-2015.

## Organigramma societario
Area direttiva
- Presidente: Rosa Martina Bolaños

Area tecnica
- Allenatore: Sergio Camarero
- Allenatore in seconda: Santiago Guerra
- Assistente allenatore: Higinio Artiles

## Rosa
| N° | Nome                     | Ruolo | Data di nascita   | Nazionalità sportiva |
| -- | ------------------------ | ----- | ----------------- | -------------------- |
| 1  | María Figueroa           | P     | 2 aprile 1996     | Spagna               |
| 2  | Elizabeth Castilla       | S     | 2 aprile 1996     | Spagna               |
| 3  | Blanca Rozas             | L     | 2 marzo 1995      | Spagna               |
| 4  | Beatriz Herrera          | L     | 18 dicembre 1998  | Spagna               |
| 5  | Belly-Bhella Nsunguimina | S     | 20 aprile 1994    | Spagna               |
| 6  | Claudia Hernández        | L     | 6 dicembre 1996   | Spagna               |
| 6  | María Isabel Fernández   | C     | 6 settembre 1982  | Spagna               |
| 7  | Valdonė Petrauskaitė     | S     | 23 agosto 1984    | Lituania             |
| 8  | Tatiana Becares          | C     | 18 maggio 1993    | Spagna               |
| 9  | Saray Manzano            | S     | 29 giugno 1996    | Spagna               |
| 10 | Leticia Rodríguez        | P     | 6 maggio 1998     | Spagna               |
| 11 | Nerea Rodriguez          | S     | 20 giugno 1996    | Spagna               |
| 12 | Silvia García            | C     | 31 agosto 1997    | Spagna               |
| 12 | Rosangela Correia        | S/O   | 24 luglio 1972    | Brasile              |
| 13 | Judith Porras            | C     | 10 luglio 1996    | Spagna               |
| 14 | Soraya dos Santos        | S/O   | 17 luglio 1979    | Brasile              |
| 15 | Victoria de los Ángeles  | C     | 8 dicembre 1997   | Spagna               |
| 16 | Javiera Plasencia        | C     | 1º aprile 1997    | Cile                 |
| 17 | Flavia de Lima           | C     | 25 luglio 1982    | Brasile              |
| 18 | Berta Vela               | S/O   | 1º settembre 1997 | Spagna               |
| -  | Marta García             | L     | 4 gennaio 1986    | Spagna               |